# ثيازين
ثيازينات هي صنف من المركبات العضوية الحلقية غير المتجانسة وغير المشبعة؛ تتألف هذه المركبات بنيوياً من حلقة سداسية حاوية على ذرتين غير متجانستين، ذرة نتروجين وذرة كبريت. تسمى مجموعة هذه المركبات ومشتقاتها باسم ثيازينات.
هناك ثلاثة متصاوغات ممكنة للثيازين، وهي 
- 2,1-ثيازين
- 3,1-ثيازين
- 4,1-ثيازين

أشهر هذه المتصاوغات وأكثرها شيوعاً هو مركب 4,1-ثيازين.

## التحضير
يحضر 4,1-ثيازين من تفاعل اختزال حمض ثيوغليكوليك بواسطة مسحوق من الألومنيوم عند درجات حرارة مرتفعة.

## الخواص
يوجد 4,1-ثيازين على شكل سائل عديم اللون، قابل للمتزاج مع الماء، وله رائحة واخزة. وهو يشكل أملاح ثابتة مع حمض البيكريك وحمض الهيدروكلوريك وحمض سداسي كلورو البلاتينيك.

## الاستخدامات
تستخدم مركبات الثيازين المختلفة في صناعة الأصبغة والمهدئات والمبيدات الحشرية.